# Puerta de Valmardón
La Puerta de Valmardón, o de Bāb al-Mardūm, es una puerta de la ciudad española de Toledo.

## Descripción

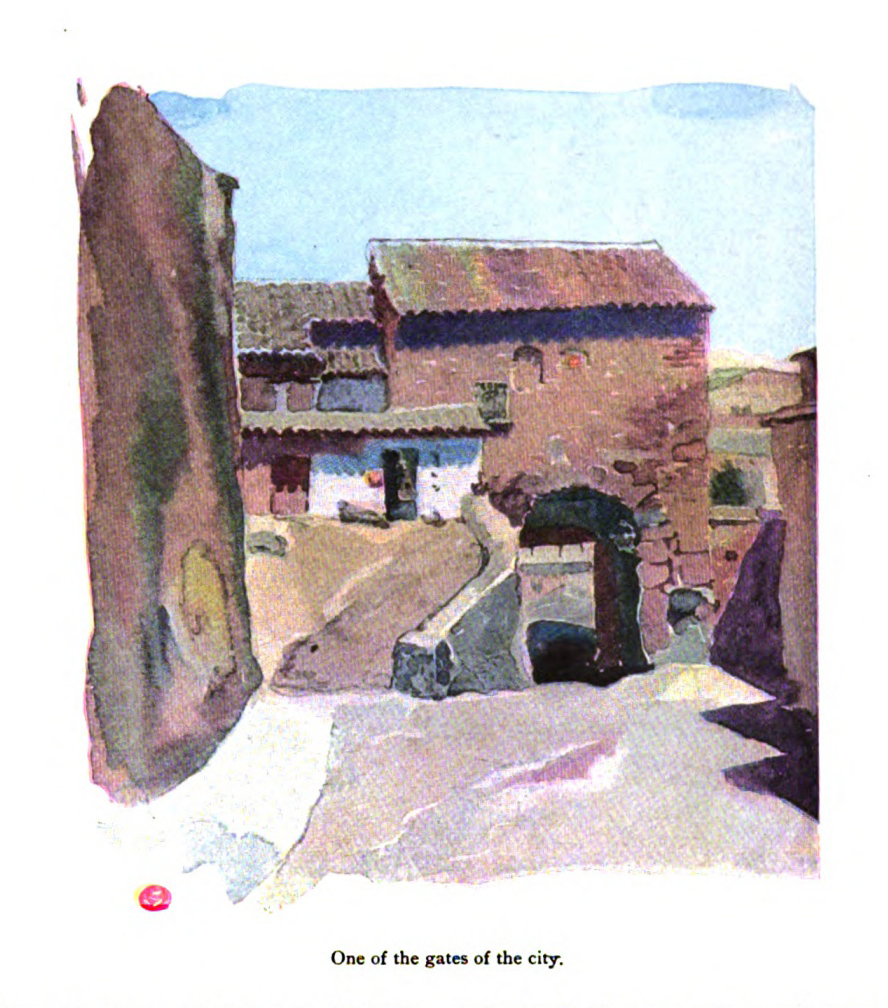
La puerta a comienzos del siglo, illustración de Edward Penfield.

Está ubicada en la ciudad española de Toledo, capital de la provincia homónima, en Castilla-La Mancha. Se encuentra al norte del casco histórico, al oeste la Puerta del Sol y en las proximidades de la mezquita del Cristo de la Luz. También se la conoció en el pasado como «puerta de Mayoriano» o «del Cristo de la Luz».
Fue declarada monumento nacional junto a otras puertas, torres, murallas y puentes de la ciudad el 21 de diciembre de 1921, mediante una real orden publicada de 25 de ese mismo mes en la Gaceta de Madrid, con la rúbrica de César Silió. En la actualidad cuenta con el estatus de Bien de Interés Cultural.